# Valdecoxib
Valdecoxib (Handelsname Bextra®) ist ein Arzneistoff aus der Gruppe der Cyclooxygenase-2-Hemmer (synonym COX-2-Hemmer oder Coxibe) der Firma Pfizer.
Die US-amerikanische FDA hat im Februar 2005 Pfizer aufgefordert, Valdecoxib vom Markt zu nehmen.
Die Begründung waren:
- Fehlende Langzeitdaten zur kardiovaskulären Sicherheit
- Es wurde von schweren allergischen Hautreaktionen nach dem Einsatz von Valdecoxib berichtet
- Fehlender Nachweis eines Vorteils von Valdecoxib im Vergleich zu anderen NSARs

Die europäische Zulassung ist nach Suspendierung 2005 inzwischen abgelaufen.
Pfizer musste sich im September 2009 für die illegale Vermarktung des Analgetikums erneut vor Gericht verantworten. Das Unternehmen hatte sich dazu bereit erklärt, für die zivil- und strafrechtlichen Vorwürfe eine Schadensersatzssumme von insgesamt 2,3 Milliarden Dollar zu zahlen; dabei handelt es sich um die größte Summe, die je von einem Pharmakonzern als Strafe gezahlt wurde.